# Elizabeth S. Anderson
Elizabeth S. Anderson (nascida em 5 de dezembro de 1959) é uma professora universitária de Filosofia estadunidense. Especialista em estudos sobre as mulheres e filosofia política e moral, leciona na Universidade de Michigan.

## Educação e carreira
Anderson formou-se com honras em filosofia, com especialização em economia pela Swarthmore College, em 1981. Em 1987, Anderson completou um doutorado em Filosofia na Universidade de Harvard. Ela foi professora de filosofia no Swarthmore College 1985-86 e assumiu um cargo na Universidade de Michigan em 1987. Em 2004, ela recebeu o título de Arthur F. Thurnau Professor. Em 2005, ela recebeu o título de John Rawls Collegiate Professor of Philosophy and Women's Studies e, em 2013, o de John Dewey Distinguished University Professor of Philosophy and Women's Studies. Anderson foi eleita para a Academia Americana de Artes e Ciências em 2008. Em 2013, Anderson recebeu uma bolsa Guggenheim para apoiar seu trabalho.

## Pesquisas e publicações
A pesquisa de Anderson abrange tópicos em filosofia social, filosofia política e ética, incluindo: teoria democrática, igualdade na filosofia política e no direito norte-americano, integração racial, limites éticos dos mercados, teorias do valor e da escolha racional (alternativas para o consequencialismo e teorias econômicas da escolha racional), a filosofia de John Stuart Mill e John Dewey e epistemologia feminista e filosofia da ciência.
O livro de Anderson  The Imperative of Integration, foi vencedor do Prêmio da American Philosophical Association, de 2011, por ser considerado "uma excelente contribuição acadêmica no campo da filosofia". Ela também é autora de Value in Ethics and Economics e de dezenas de artigos.